# شهرستان استراژیتسا
شهرستان استراژیتسا (به بلغاری: Strazhitsa Municipality) یک شهرستان در بلغارستان است که در استان ولیکو تارنوو واقع شده‌است. شهرستان استراژیتسا ۵۱۲ کیلومتر مربع مساحت و ۱۴٬۷۴۲ نفر جمعیت دارد.